# Nāḩiyat Muḩambal
Nāḩiyat Muḩambal (arabiska: ناحية محمبل) är ett subdistrikt i Syrien.   Det ligger i provinsen Idlib, i den nordvästra delen av landet, 250 km norr om huvudstaden Damaskus.
Trakten runt Nāḩiyat Muḩambal består till största delen av jordbruksmark. Runt Nāḩiyat Muḩambal är det ganska tätbefolkat, med 179 invånare per kvadratkilometer.